# Famille Hugonnay
La famille Hugonnay de Szentgyörgy (en hongrois : szentgyörgyi Hugonnay család) est une ancienne famille de la noblesse hongroise.

## Origines
Cette famille, originaire du comté de Vas, est issue de la famille Horváth de Szentgyörgy en la personne de Zsigmond Horváth, député du comté de Somogy à la Diète (1807), chevalier de l'ordre de l'Éperon d'Or, qui reçoit du roi en 1810 le domaine de Hugonna avec la permission de prendre le nom de Hugonnay.  Il est titré comte en 1822 par l'empereur François Ier. La famille s'éteint en ligne masculine en 1946 avec Kálmán Hugonnai, conseiller ministériel, et en ligne féminine en 1991.

## Membres notables
- comte Zsigmond Hugonnai (1770-1824), chambellan impérial et royal.
- comtesse Vilma Hugonnai (1847-1922), première femme médecin hongroise.
- comte Béla Hugonnai(1852-1928), főispán de Szatmár, commandeur de l'Ordre du Saint-Sépulcre.

## Liens, sources
- Iván Nagy: Magyarország családai, Budapest
- Révai nagy lexikona (Vol X., HÉROLD–JÓB)